# Dena'ina

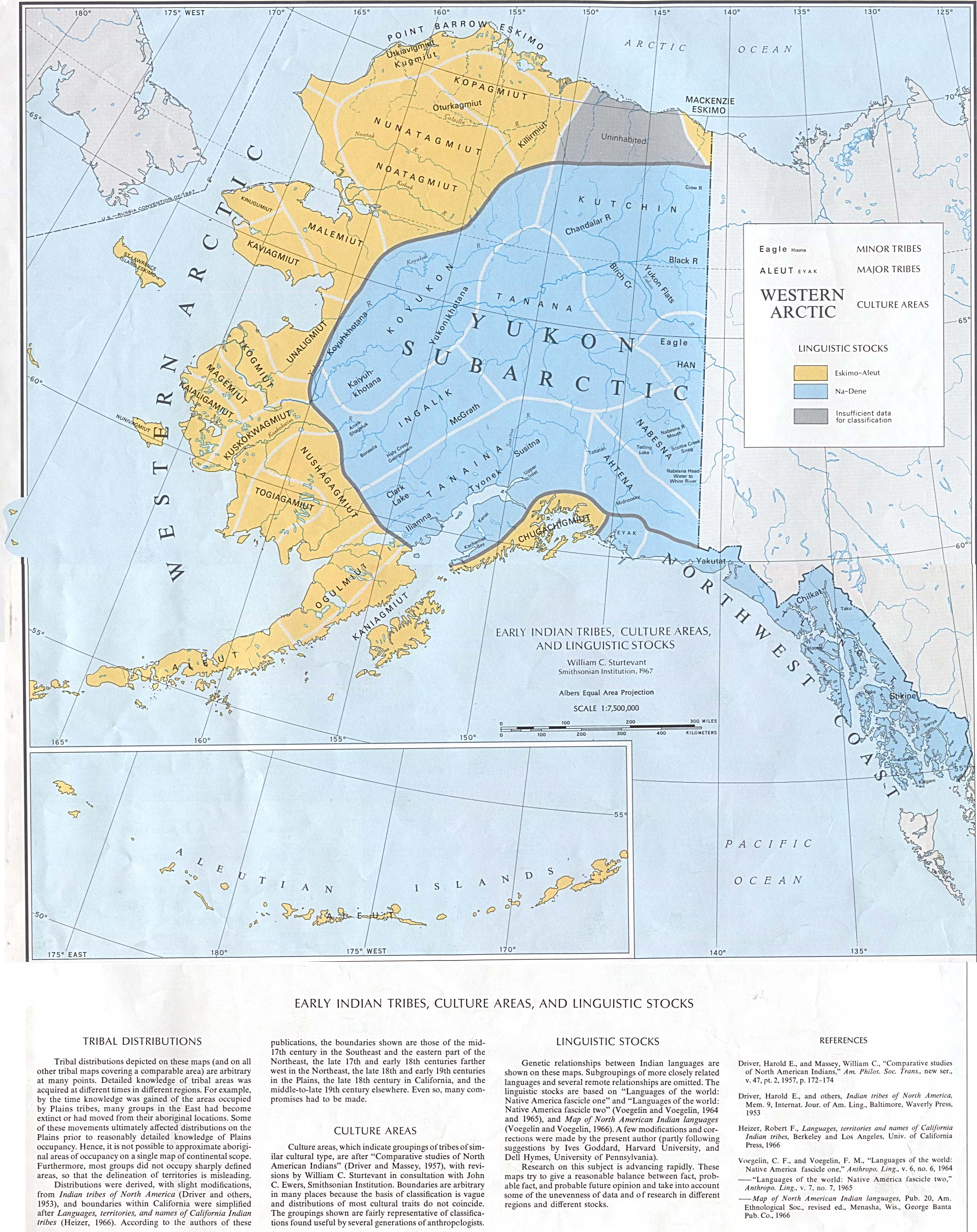
Sprachregionen der Ureinwohner Alaskas

Die Dena’ina (auch Tanaina genannt) sind Ureinwohner Alaskas, die im Gebiet des Cook Inlet im zentralen Süden Alaskas leben. Ihre Heimatgebiete (Dena’ina Ełnena) sind größer als 100.000 Quadratkilometer. Die heutige Bevölkerung wird auf 1400 geschätzt, von denen ungefähr 70 Dena’ina sprechen, einen Dialekt der athapaskischen Sprachen. Sie sind die einzigen der nördlichen Athabasken, die an der Küste leben, weshalb sie durch den Fischfang sesshaft sein konnten.